# Handiganur, Haveri
Handiganur là một làng thuộc tehsil Haveri, huyện Haveri, bang Karnataka, Ấn Độ.